# FB Mondial
Az FB Mondial  egy motorkerékpár -gyártó, amelyet 1929-ben alapítottak Milánóban, Olaszországban. Legismertebb történelmükben, hogy 1949 és 1957 között uralták a motoros világbajnokságot . A cég a korszak legfejlettebb és legsikeresebb Grand Prix országúti versenymotorjait gyártotta, és öt versenyzői és öt gyártói világbajnokságot nyert meg néhány év leforgása alatt.

## Korai történelem (1929−1943)
Az FB Mondial a Boselli fivérek, Luigi, Carlo, Ettore és Ada ötlete alapján született. Az FB a „Fratelli Boselli” (angolul: Boselli Brothers, magyarul: Boselli Testvérek) rövidítése. A testvérek apja Giuseppe Boselli volt, aki egy köztiszteletben álló motoros és egyben a legendás bolognai motoros cég, a GD társtulajdonosa is volt ebben az időben.
Kezdetben a GD motorok értékesítésére és szervizelésére nyitottak műhelyt, de néhány hónapon belül kiderült, hogy egy olcsó és megbízható, erős motorra is igényt tart a piac. Versenymotorosként eltöltött évei alatt gróf Giuseppe Boselli találkozott Oreste Drusianival, egy jól ismert motorépítővel, és a páros megállapodást kötött. Oreste bolognai farmján hozták létre az FB első telepét, ami motorgyártással foglalkozott.
A kezdeti évek folyamatos sikerei után 1943-ban az FB úgy döntött, hogy bővíti gyártási kapacitását, és modern gépeket vásárol a termelési volumen növelése érdekében. Sajnos tervüket nem tudták a gyakorlatban megvalósítani, mivel 1943. július 24-én a szövetségesek heves bombázása elérte a bolognai pályaudvart és környékét, ami érintette a gyáregységet is. A gépeik ugyan épségben maradtak, de a katonaság arra utasította őket, hogy segítsék a háborús konjunktúrát, ami leállította a motorgyártást a háború idejére.

## A háború utáni időszak (1948−1979)

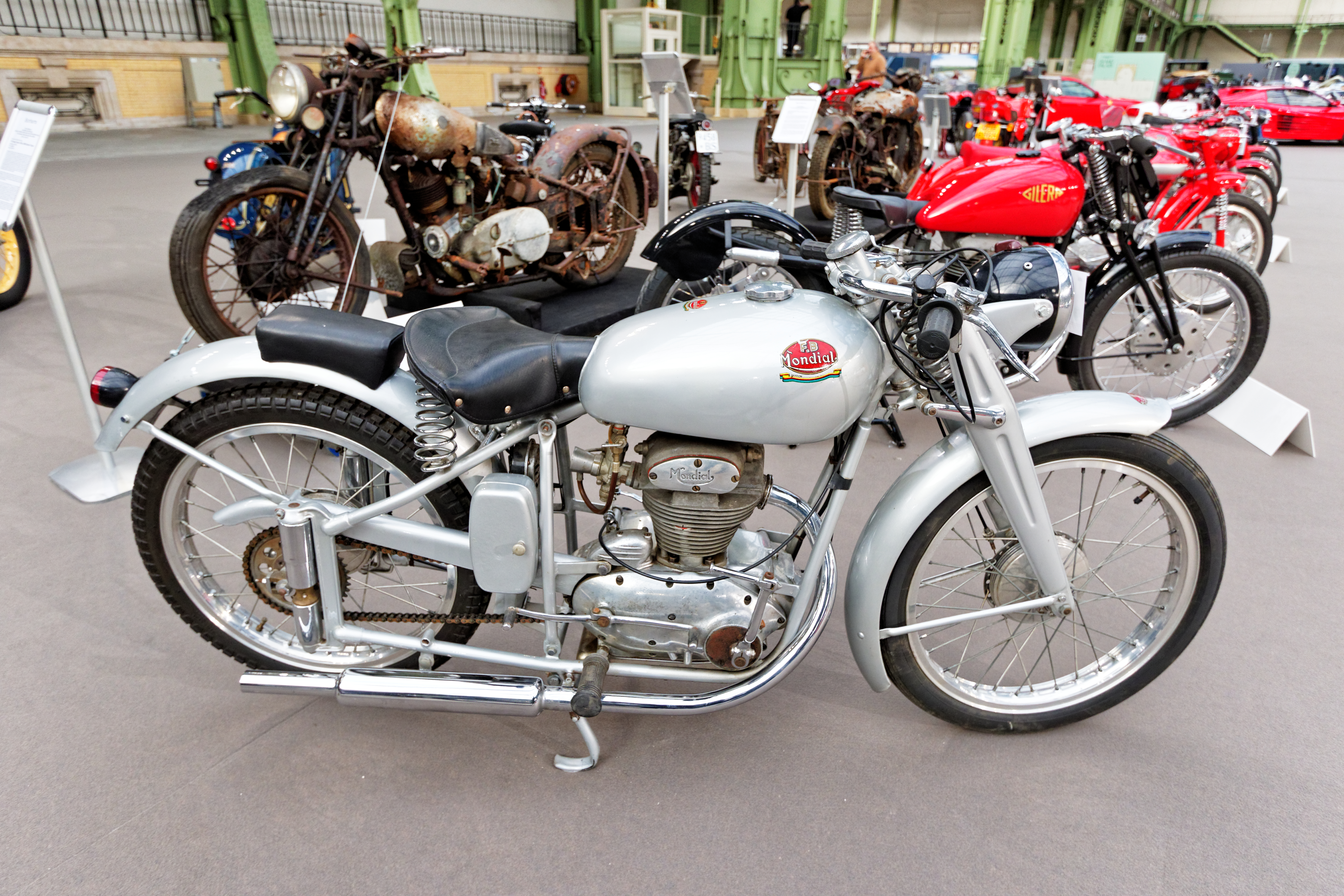
FB Mondial 125cc – 1949

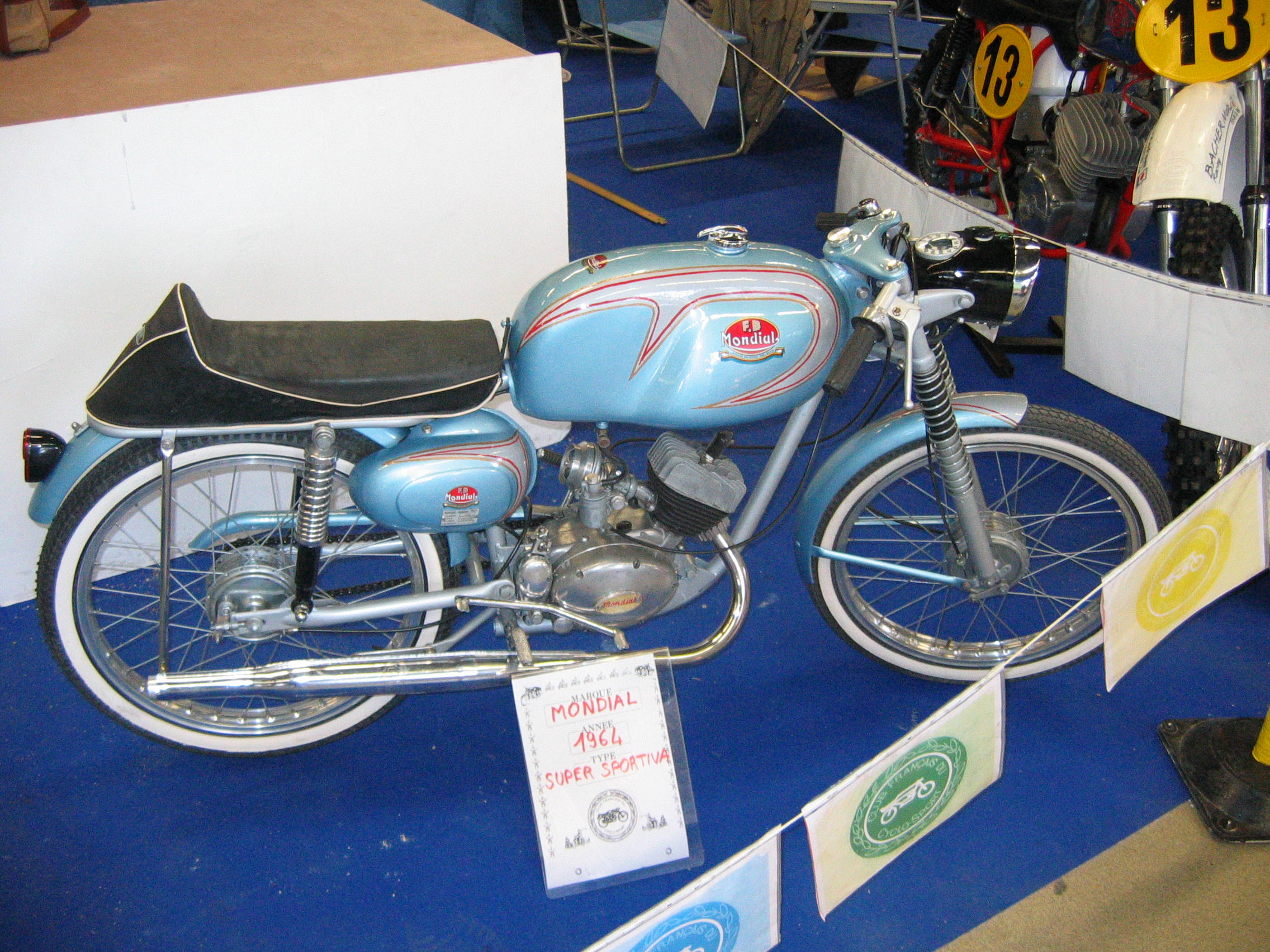
1964-es 50 köbcentis Mondial Super Sportiva

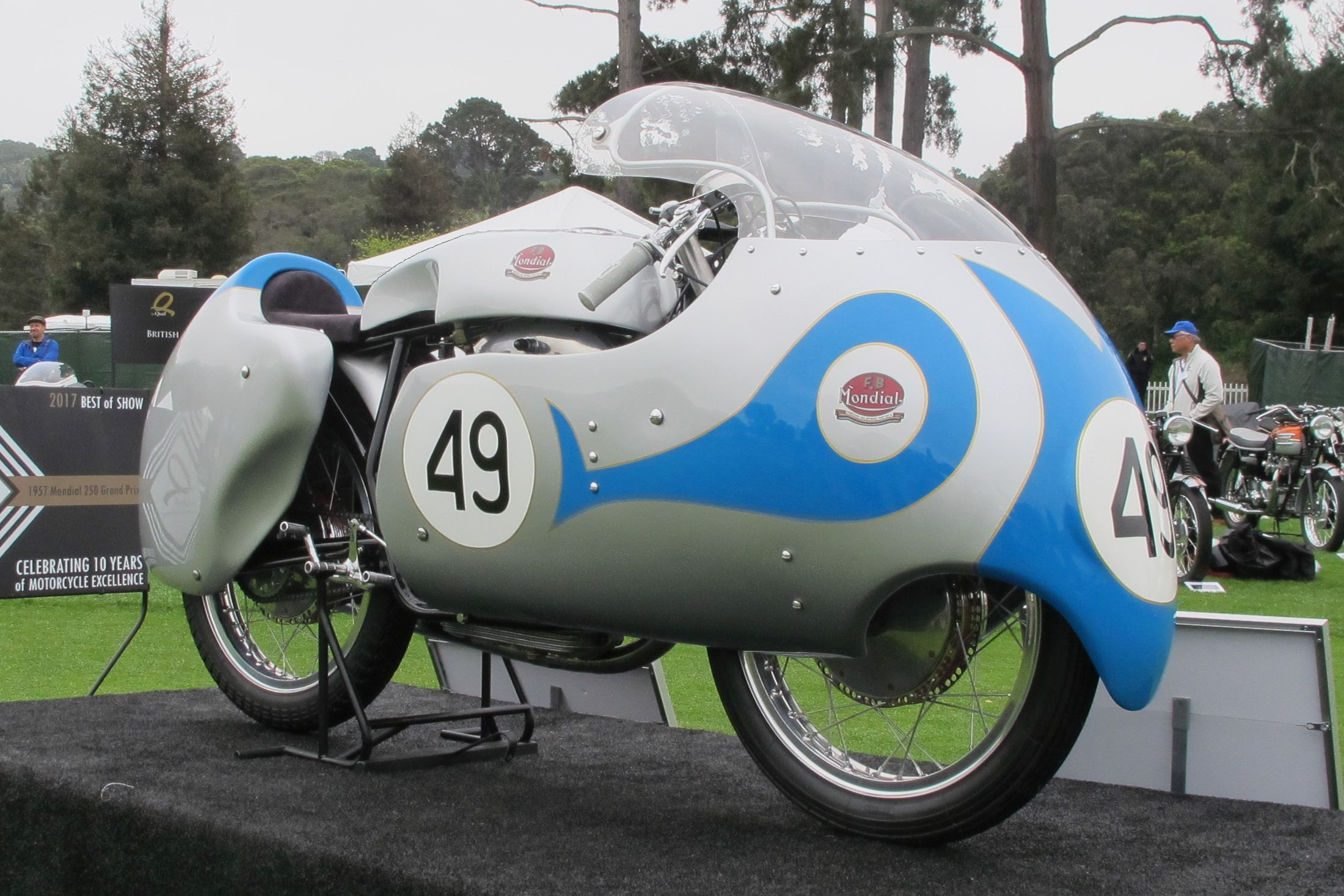
1957 Mondial 250 Grand Prix versenymotorkerékpár

A Drusiani család és a Boselli család együttműködése a háború végén, a régi gyárépület újjáépítésével folytatódott, köszönhetően Bosellik hatalmas gazdasági erőforrásainak, akik átvették a cég teljes irányítását. Az FB gyakorlatilag 1948-ban indult újra FB Mondial néven. A Mondial korai versenysikereket ért el, és a gyártás második évében megnyerte az elsőt az öt világbajnoki címéből . Abban az időben, amikor az MV Agusta és a Ducati gazdaságos, könnyű kétütemű motorkerékpárokat, segédmotoros kerékpárokat és robogókat gyártott, a Mondial inkább "butik" gyártó volt, amely nagy teljesítményű, kis lökettérfogatú motorkerékpárokra specializálódott. A motorkerékpárok gyártása leginkább kézi munkaerővel történt, emiatt a gyártási volumen is alacsony volt. A gyártási számok jellemzően évi 1000 és 2000 darab között mozogtak. A Mondial több éven át folytatni tudta ezt a sikert, ragaszkodva ehhez a módszertanhoz. 1957-ben a Soichiro Honda megkereste a Mondial tulajdonosát, Boselli grófot, hogy vásároljon egy Mondial versenymotort, amellyel a cég éppen megnyerte a 125-ös és 250-es világbajnoki címeket. Boselli gróf egy verseny Mondialt adott Honda úrnak. A Honda ezt a motort használta később etalonnak, amikhez saját motorjait mérte. Az eredeti Mondial 125  köbcentiméteres versenymotor még most is az első olyan motor, amely a Honda Motegi Gyűjtemény Csarnokába lépve látható.
Az 1957-es Grand Prix szezon után számos nagy olasz motorkerékpár-gyártó, köztük a Gilera, a Moto Guzzi és az MV Agusta bejelentette, hogy a növekvő költségekre és a csökkenő eladásokra hivatkozva kiszállnak a Grand Prix versenyből (az MV Agusta később újragondolta és folytatta a versenyzést). A Mondial a folyamatos sikereik ellenére úgy döntött, hogy csatlakozik hozzájuk és kilép a versenysportból. Ezzel kezdetét vette az olasz cég népszerűségének és eladásainak hanyatlása, és 1960-ban az utolsó teljesen Mondial motorkerékpár is elhagyta a gyárat. Ezután Mondial vázas és nem Mondial motorokkal (más gyártóktól vásárolt motorok) ellátott motorkerékpárokat gyártott a gyár a következő 19 évben. A Mondial azonban 1979-ben teljes egészében leállította a gyártást, egészen közel húsz évvel későbbi újjászületésig.

## Ziletti tulajdon (1999−2004)
1999-ben a Mondial jogait Roberto Ziletti médiamágnás vásárolta meg. Ziletti fiatalkorában lelkes motoros volt, és az volt az álma, hogy egy tekintélyes motorkerékpár-cége legyen. Nem sokkal a jogok megvásárlása után Ziletti apja meghalt, így ő lett a Lastra csoport vezetője. A Mondial nem sokkal ezután újra elkezdett szuperbike-okat gyártani.

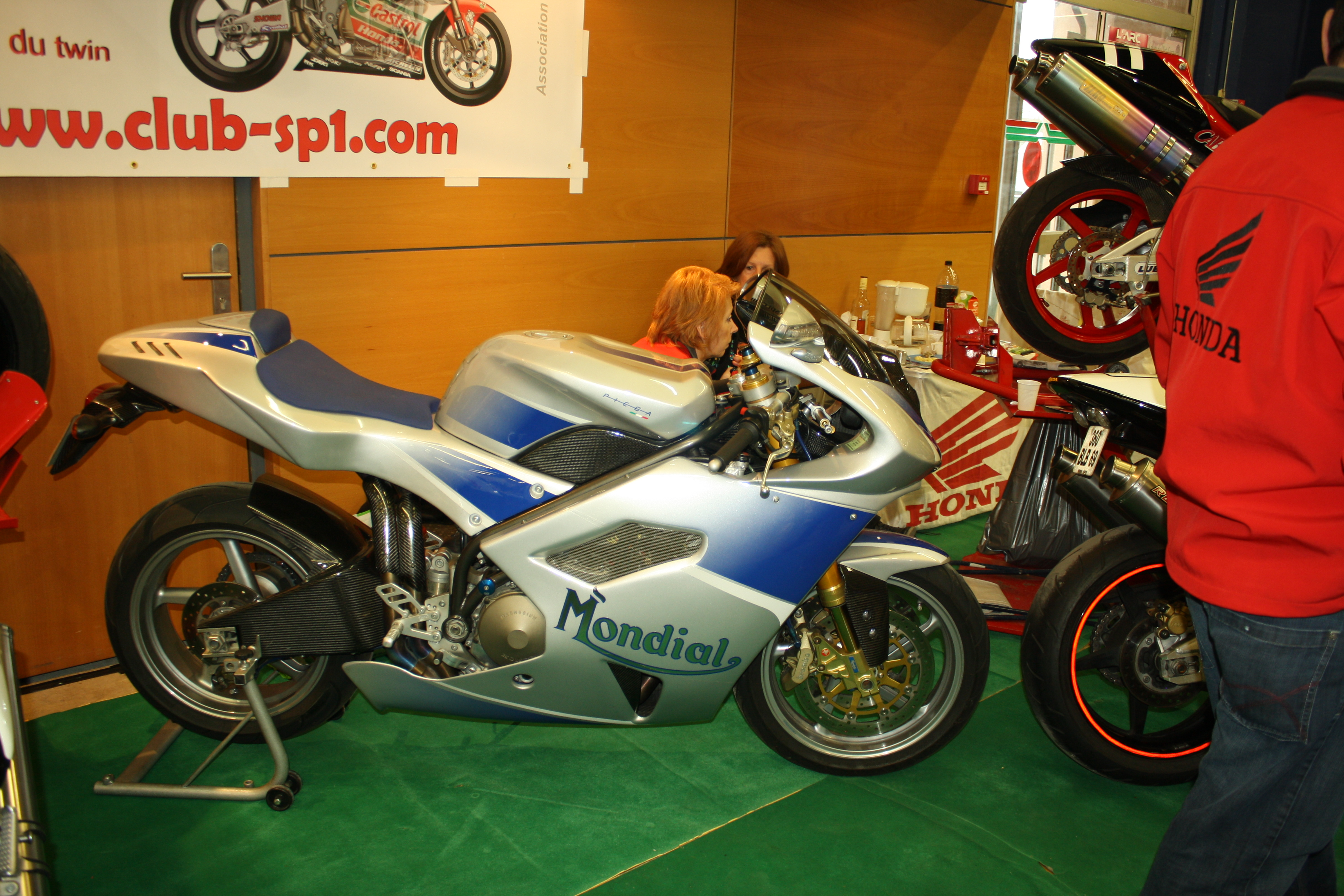
Mondial Piega

2000-ben Ziletti felkérte a Hondát, hogy szállítson motorokat az új Mondialhoz (a Piega 1000 -hez) versenygyőztes RC51-es szuperbikeokból. Állítólag azért kötöttek megállapodást, mert a Mondial egy sikert hozó motort adott Soichiro Hondának 1957-ben. Ez volt az első alkalom, hogy a Honda megengedte egy cégnek, hogy motorjait sorozatgyártású járműveihez használja. 
Mondial nehézségei akkor jelentkeztek, amikor a Lastra felvásárolta a Mitsubishi Corp. világméretű grafikai részlegét, így Roberto Zilettinek nem maradt elég ideje a Mondialra összpontosítani. Több mint 11 millió eurót költött a cégre, és miután nem sikerült a Mondiallal egy svájci cégnek gazdálkodnia, az Arcore gyárat 2004 júliusában a monzai csődbíróság kezébe adták, benne körülbelül 35 Mondial Piega 1000 -es volt különböző állapotban, befejezetlenül. A Lastra Group 2004-es forgalma meghaladta az 500 millió eurót.
A 2005. márciusi interjúkban egy dél- georgiai motorkerékpár-kereskedés kijelentette, hogy a bíróságok úgy döntöttek, hogy 2005. február 28-án eladják a Mondial-t amerikai cégüknek, a Superbike Racingnek, és folytatják a márkát. A monzai bíróságok azonban 2005. július 27-én eladták a Mondial Moto SPA-t egy másik vevőnek: a Biemme-nek, egy másik motorkerékpár-cégnek, amely Medában (Milánó mellett) található, és Piero Caronni tulajdonában volt (ugyanaz, aki megvásárolta a Rimini csődbíróságtól a maradványokat és a gyártási jogot) a Bimotától az akkor már megszűnt Bimota V Due néven), átkeresztelte magát Gruppo Mondial SRL-re, és továbbra is kínálja a Piega 1000-et a piacon.

## Újraindulás (2014-től napjainkig)
2014-ben barátok, Pierluigi Boselli gróf, a Mondial márka tulajdonosa és az eredeti alapítók leszármazottja, valamint Cesare Galli, a Pelpi International Italy tulajdonosa elkezdték lefektetni a cég újjáélesztését célzó projekt alapjait, felvázolva egy tervet, amely célja egy új motorkerékpár gyártása volt.
Cesare Galli korábban a Fantic Motor, a sikeres olasz offroad márka műszaki igazgatója volt. Galli ott dolgozott egészen a Fantic 1996-os leállításáig (azóta sikeresen újraindították), miután ötleteivel és terveivel mesterhármast nyert a Trials Világbajnokságon, valamint az egymást követő világ- és olasz enduro címeket is bezsebelték. Galli átvette a Kawasaki dirtbike-ok és ATV-k importját Olaszországba. 2002-ben megalapította a Pelpi Internationalt, a tajvani robogó- és minibicikligyártó Aeon és Over európai forgalmazóját.
Az első évben és egész 2015-ben a kezdeti skiccek, vázlatok prototípusokká fejlődtek, majd végül valósággá váltak. Megszületett a HPS 125 és a HPS 250 az FB Mondialnál. A HPS dizájn célja, hogy a klasszikus F.B. Mondial karakter és a modern technológia ötvözve legyen.
A Piaggio által Kínában gyártott új Mondialok olyan ikonikus olasz márkák számára is gyártanak járműveket, mint az Aprilia és a Vespa . Az új Mondialok a Piaggio csoport motorjaival, a saját magasszintű dizájn  követelményeivel épülnek.
A cég jelenleg több modellt is gyárt. Magyarországon jelenleg a HPS 125, SMX 125, Imola 125, Flat Track 125 érhetők el.

## Versenytörténelem

### Világbajnokság Grand Prix
Világbajnokság 1949
- Versenyzői világbajnokság – 125 köbcentis osztály – Nello Pagani[11]
- Konstruktőri Világbajnokság – 125 köbcentis osztály

Világbajnokság 1950
- Versenyzői világbajnokság – 125 köbcentis osztály – Bruno Ruffo[12]
- Konstruktőri Világbajnokság – 125 köbcentis osztály

Világbajnokság 1951
- Versenyzői világbajnokság – 125 köbcentis osztály – Carlo Ubbiali[13]
- Konstruktőri Világbajnokság – 125 köbcentis osztály

Világbajnokság 1957
- Versenyzői világbajnokság – 250 köbcentis osztály – Cecil Sandford[14]
- Versenyzői világbajnokság – 125 köbcentis osztály – Tarquinio Provini[14]
- Konstruktőri Világbajnokság – 250 köbcentis osztály
- Konstruktőri Világbajnokság – 125 köbcentis osztály

Az 1957-es Grand Prix szezon után a nagy olasz motorkerékpár-gyártók, köztük a Gilera, a Moto Guzzi, az MV Agusta és a Mondial bejelentették, hogy a növekvő költségekre és a csökkenő eladásokra hivatkozva kiszállnak a Grand Prix versenyből.

### Országos bajnokságok
- 1950. évi olasz élvonalbeli bajnokság – 1. osztály – 125. osztály – Carlo Ubbiali
- 1950. Olasz Leaders Championship – 1. osztály – International Industry Trophy
- 1951-es olasz vezető bajnokság – 1. osztály – 125. osztály – Carlo Ubbiali
- 1952-es olasz vezető bajnokság – 1. osztály – 125. osztály – Carlo Ubbiali
- 1952-es osztrák gyorsasági bajnokság – 125. osztály – Alexander Mayer
- 1952-es olasz bajnokság – 2. osztály – 125. osztály – Adelio Albonico
- 1953-as osztrák gyorsasági bajnokság – 125. osztály – Alexander Mayer
- 1953-as holland gyorsasági bajnokság – 125. osztály – Lodewick Simons
- 1953-as olasz vezetői bajnokság – 2. osztály – 125. osztály – Venturi Remo
- 1954-es holland gyorsasági bajnokság – 125. osztály – Lodewick Simons
- 1954-es olasz vezető bajnokság – 2. osztály – 125. osztály – Tarquinio Provini
- 1954. évi olasz Marche bajnokság – 2. osztály – 125. osztály
- 1955. évi olasz vezető bajnokság – 1. osztály – 125. osztály – Tarquinio Provini
- 1956-os olasz motocross bajnokság – Emilio Ostorero
- 1957-es olasz motocross bajnokság – Emilio Ostorero
- 1957-es olasz bajnokság, Forma-1 – 250. osztály
- 1957-es olasz bajnokság, Forma-1 – 125. osztály
- 1957-es English Marche Championships – Class 250 English Marche Championships – Class 125
- 1965-ös francia gyorsasági bajnokság – 125. osztály – Jacky Onda

### Isle of Man Tourist Trophy
1951 Man-sziget TT
- Ultrakönnyű TT (125cc) – Cromie McCandless[15]

1957 Man-sziget TT
- Ultrakönnyű TT (125cc) – Tarquinio Provini[15]
- Könnyű TT (250cc) – Cecil Sandford[16]

## Fordítás
- Ez a szócikk részben vagy egészben  a   Mondial (motorcycle manufacturer) című angol Wikipédia-szócikk fordításán alapul.  Az eredeti cikk szerkesztőit annak laptörténete sorolja fel. Ez a jelzés csupán a megfogalmazás eredetét és a szerzői jogokat jelzi, nem szolgál a cikkben szereplő információk forrásmegjelöléseként.